# Moriori
Moriori – pierwsi ludzie, którzy dotarli do Wysp Chatham (nazywanych przez nich Rēkohu). Są oni Polinezyjczykami, którzy przybyli tam z głównej części Nowej Zelandii około 1500 roku n.e. Tradycja mówiona wspomina też o migracji na Wyspy Chatham w XVI wieku.